# ハシブトカモメ
ハシブトカモメ(Larus pacificus)は、鳥綱チドリ目カモメ科カモメ属に分類される鳥類。

## 分布
オーストラリア

## 形態
翼開幅137 - 157センチメートル。頭部や下面は、白い。

## 分類
以前は、ハシブトカモメ属Gabianusに分類する説もあった。
以下の分類・分布域はIOC World Bird List (v 9.2)に従う。
Larus pacificus pacificus Latham, 1801
オーストラリア南東部、タスマニア島
Larus pacificus georgii King, 1826
オーストラリア西部から南西部・中南部

## 生態
魚類、軟体動物、甲殻類、動物の死骸などを食べる。
9月から翌1月にかけて、繁殖する。ペアもしくは小規模な集団繁殖地（コロニー）を形成して、繁殖する。

## 保全状態評価
分布が非常に広いうえに、生息数も多く安定していると考えられている。一方で気候変動により、獲物である動物プランクトンの減少に伴う影響が懸念されている。